# Mandjelia humphreysi
Espèce
Mandjelia humphreysi est une espèce d'araignées mygalomorphes de la famille des Barychelidae.

## Distribution
Cette espèce est endémique d'Australie-Occidentale. Elle se rencontre vers Woodline, Gimlet et Buningonia.

## Description
Le mâle holotype mesure 15 mm

## Étymologie
Cette espèce est nommée en l'honneur de William Frank Humphreys.

## Publication originale
- Raven, 1994 : Mygalomorph spiders of the Barychelidae in Australia and the Western Pacific. Memoirs of the Queensland Museum, vol. 35, no 2, p. 291-706 (texte intégral).